# 旗を高く掲げよ
『旗を高く掲げよ』（はたをたかくかかげよ、Die Fahne hoch! ディー・ファーネ・ホーホ）は、ドイツの国民社会主義ドイツ労働者党の党歌。別名『ホルスト・ヴェッセルの歌』（Horst-Wessel-Lied、ホアストヴェセルリート）。

## 概要

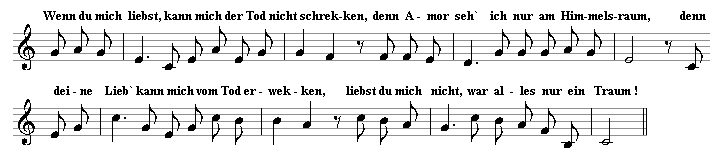
原曲とされるペーター・コルネリウスの1865年の歌曲

歌詞は1929年、突撃隊員であったホルスト・ヴェッセルが、ヨーゼフ・ゲッベルスの創刊した新聞『デア・アングリフ』に投稿した詩が元となっている。この詩は、共産主義者のヴィリ・ブレーデルによって赤色戦線戦士同盟のために書いた詩を、ヴェッセルがナチ党に合うように改竄したという説がある。
アルフレート・ヴァイデマン（Alfred Weidemann）の研究によると、メロディは1865年にペーター・コルネリウスが作曲したものが元になっている。当時このメロディには別の歌詞がつけられ、バーなどでラブソングとして歌われ親しまれていた。またゲオルク・ブロデリック（Georg Broderick）によると、軽巡洋艦「ケーニヒスベルク」の退役軍人により歌われていた「ケーニヒスベルクリート」も同じメロディーで歌われていたという。

## 歴史

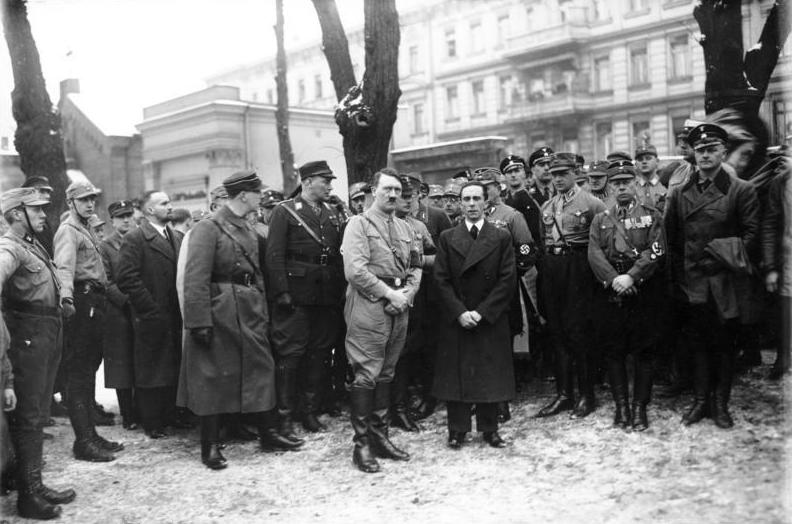
ホルスト・ヴェッセルの墓に集まったヒトラーらナチ党幹部（1933年1月22日）

ヴェッセルは1930年1月14日に愛人であった娼婦のエルナ・イェニヒェン（またはエルナ・イェニケ）の部屋で銃撃され、2月23日に病院で死亡した。当時の司法記録によれば、犯行は1929年以来非合法化されていたドイツ共産党の軍事部門である赤色戦線戦士同盟のメンバー、アルブレヒト・ヘーラーによるものとされている。ヘーラーはイェニヒェンの雇い主に2人の仲を裂くよう依頼されていたが、いきなり銃を乱射したという。
事件直後から、ヴェッセルはゲッベルスによりナチス運動の殉教者に仕立て上げられる。ゲッベルスは彼を「国家社会主義者のキリスト」と讃えるキャンペーンを行った。1930年3月1日、ナチ党機関紙「フェルキッシャー・ベオバハター」にこの詩が掲載されると、経緯は不明だがメロディーがつけられて党員の間で流行した。ナチ党がヴェッセルの盛大な葬儀を行うと、突撃隊員や参加者はこの歌を合唱したという。ゲーリングの回想によると、この時ゲッベルスは「これだ、これだ」とつぶやきつづけていたという。葬儀の後、この歌はナチ党の党歌として採用された。当時、ナチ党は数多くの党歌を採用していたが、この歌は最も有名な党歌となった。敵対政党はこの歌を替え歌にして、ナチ党を揶揄した。
1933年のヒトラー内閣の成立以降、ヴァイマル共和政時代の国歌であったドイツの歌と並んで第二国歌的な扱いを受けた。また、スペインのファランヘ党、イギリスのイギリスファシスト連合等のファシスト政党でも歌詞を変えて歌われていた。
1945年の第二次世界大戦敗戦後、西ドイツではドイツ刑法第86a条が施行され、ナチ党のシンボルである『旗を高く掲げよ』を公の場で歌ったり演奏したりすることが禁止された。この法律は東西再統一後のドイツでも有効である。2011年、Amazon社とAppleが、『旗を高く掲げよ』の音楽ファイルをウェブサイトでダウンロード販売対象としていたため、ニーダーザクセン州警察から取り調べを受ける事態となった。両社は当局の要請に従い、この歌をウェブサイトから削除した。
一方、敗戦国と化した祖国から海外に離散した元ドイツ軍兵士たちがこの歌を愛唱していたという目撃談は数多い。相当数の元ドイツ軍人が入隊していたフランス外人部隊の兵士達がインドシナの戦場でこの歌を歌っていたという話、また第二次世界大戦後にアメリカに渡り、同国のロケット開発計画に関わったドイツ人技術者たちが酒場でこの歌を合唱していた話などが記録に残されている。近年ではイギリスのパンク・ロック・バンド、スクリュードライバーによってカバーされている。その他にも、チリ海軍の海兵隊コマンドスでは、この歌の替え歌が隊歌として歌われている。一方ギリシアでは、極右政党「黄金の夜明け」の党の歌にこの曲のメロディが採用されている。

## 歌詞
下記は正式な訳文ではない。
| ドイツ語 | 日本語訳 |
| --- | --- |
| Die Fahne hoch! Die Reihen fest (/dicht, sind) geschlossen! SA marschiert Mit ruhig (/mutig) festem Schritt \|: Kam'raden, die Rotfront und Reaktion erschossen, Marschier'n im Geist In unser'n Reihen mit :\|               | 旗を高く掲げよ！ 隊列は固く結ばれた！ SAは不動の心で、確かな歩調で行進する （繰り返し） 赤色戦線と反動が撃ち殺した戦友たち、 その心は我々の隊列と共に行進する                                                |
| Die Straße frei Den braunen Bataillonen Die Straße frei Dem Sturmabteilungsmann! \|: Es schau'n aufs Hakenkreuz voll Hoffnung schon Millionen Der Tag für (/der) Freiheit Und für Brot bricht an :\|                          | 褐色の衣を纏った軍勢に道を空けよ！ 突撃隊員に道を開けよ！ （繰り返し） 期待に満ちて何百万もの人々が鉤十字を見上げる 自由とパンのための日が明けるのだ                                                         |
| Zum letzten Mal Wird Sturmalarm (Sturmappell) geblasen! Zum Kampfe steh’n Wir alle schon bereit! \|: Schon (Bald) flattern Hitlerfahnen über allen Straßen (über Barrikaden) Die Knechtschaft dauert Nur noch kurze Zeit! :\| | 遂に突撃信号（突撃ラッパ）が吹きならされる！ 我々は皆、既に戦いの準備を整えている！ （繰り返し） 既に（間もなく）ヒトラーの旗が全ての道（全てのバリケード）の上にはためく 奴隷状態が続くのも、後もう少しだ！ |
| 最後にもう一度 1 番を歌う。 | |

## 日本語版歌詞

### 世界音楽全集 第51
いざ行け！　旗押し立てて！

雄々しく進め，進め

我等の敵を破るところに，

希望（のぞみ）の道は拓く．

我等の敵を破るところに，

希望（のぞみ）の道は拓く．